# AV'56
AV'56 is een Nederlandse atletiekclub uit Goes met ongeveer 600 leden. De club werd op 17 februari 1956 opgericht en is aangesloten bij de Atletiekunie.
Er wordt getraind op een kunststofatletiekbaan op sportpark "'t Schenge". Onder de beste atleten van AV'56 waren Ella Hoogendoorn-Deurloo, Anjolie Wisse (later overgestapt naar andere verenigingen) en Erwin Simpelaar (overgestapt naar AV'34 in Apeldoorn). Een bekend jeugdlid is Shirin van Anrooij, die later de overstap maakte naar het wielrennen en tegenwoordig uitkomt voor de ploeg Lidl-Trek.

## NK Medailles
Sinds 2007 heeft AV'56 2 officiële NK-medailles binnengehaald bij de senioren.
| Jaar | Onderdeel |  | Plaats | Mannen     | Prestatie |  | Plaats | Vrouwen           | Prestatie |  |
| ---- | --------- |  | ------ | ---------- | --------- |  | ------ | ----------------- | --------- |  |
| 2008 | marathon  |  |        |            |           |  | Brons  | Marlies Jongerius | 2:47.51   |  |
| 2013 | 100 km    |  | Goud   | Dave Boone | 7:55.55   |  |        |                   |           |  |
| 2014 | 100 km    |  | Zilver | Dave Boone | 8:19.44   |  |        |                   |           |  |